# マーシャル・ジュウェル
マーシャル・ジュウェル（Marshall Jewell, 1825年10月20日 - 1883年2月10日）は、アメリカ合衆国の政治家、実業家。1869年から1870年までおよび1871年から1873年までコネチカット州知事を、1874年から1876年までアメリカ合衆国郵政長官を務めた。

## 生涯
1825年10月20日、ジュウェルはニューハンプシャー州ウィンチェスターで生まれた。ジュウェルは製革業者の見習いとして働いた後、電信の分野に関心を抱き、電信業に従事した。
1850年、ジュウェルはコネチカット州において父親の製革業を継承した。南北戦争が勃発すると革の価格は急騰し、ジュウェルは戦争中に多大な富を築いた。ジュウェルは裕福な商人となり、ハートフォード・イヴニング・ポスト紙の筆頭株主となった。またジュウェル・ピン・カンパニーと南ニューイングランド電話会社の社長も務めた。
1867年、ジュウェルはコネチカット州上院議員に出馬したが落選し、1868年のコネチカット州知事選挙でも敗北した。だが1869年、ジュウェルは共和党の支援を受けて州知事に当選した。ジュウェルは1870年の選挙で再選に失敗したが、1871年および1872年の選挙では勝利を収めた。
ジュウェルはユリシーズ・グラント大統領の要請により、1873年から1874年まで駐ロシア公使を務めた。1874年7月、ジョン・クレスウェル郵政長官が突如辞任すると、グラント大統領は後任の郵政長官としてジュウェルを起用することを決定した。ジュウェルは同年8月に帰国し、郵政長官に着任した。1876年、ジュウェルは自身の革新的な政策に反発する共和党員の圧力を受け、郵政長官を辞任した。
ジュウェルは1880年から1883年まで共和党全国委員会の議長を務めた。1883年、ジュウェルはコネチカット州ニューヘイブンで死去した。ジュウェルの遺体はコネチカット州ハートフォード市内のシーダー・ヒル墓地に埋葬された。
| 公職                                    | 公職                                                 | 公職                                |
| --------------------------------------- | ---------------------------------------------------- | ----------------------------------- |
| 先代 ジェイムズ・イングリッシュ         | コネチカット州知事 1869年5月5日 - 1870年5月4日       | 次代 ジェイムズ・イングリッシュ     |
| 先代 ジェイムズ・イングリッシュ         | コネチカット州知事 1871年5月16日 - 1873年5月7日      | 次代 チャールズ・インガーソル       |
| 先代 ジェイムズ・ウィリアム・マーシャル | アメリカ合衆国郵政長官 1874年8月24日 - 1876年7月12日 | 次代 ジェイムズ・ノウブル・タイナー |
| 先代 ジェイムズ・ドナルド・キャメロン   | 共和党全国委員会議長 1880年 - 1883年                 | 次代 ドワイト・メイ・セイビン       |